# إدوين ميلتون أبوت
إدوين ميلتون أبوت (بالإنجليزية: Edwin Milton Abbott) هو محامي وسياسي أمريكي، ولد في 4 يونيو 1877 بفيلادلفيا في الولايات المتحدة، وتوفي في 8 نوفمبر 1940. انتخب عضو مجلس نواب بنسيلفانيا.